# Poropuntius kontumensis
Poropuntius kontumensis är en fiskart som först beskrevs av Chevey, 1934.  Poropuntius kontumensis ingår i släktet Poropuntius och familjen karpfiskar. IUCN kategoriserar arten globalt som otillräckligt studerad. Inga underarter finns listade i Catalogue of Life.